# شهرستان اچیسون (میزوری)
شهرستان اچیسون، میزوری (به انگلیسی: Atchison County, Missouri) یک سکونتگاه مسکونی در ایالات متحده آمریکا است که در میزوری واقع شده‌است.